# Захаров (издательство)
Издательство «Захаров» — российское издательство, основано в 1998 году. Расположено в Москве.
ЗАО «Захаров» было основано на паях с «Вагриусом». После периода финансовых неудач, 1 апреля 1998 года основатель издательства Игорь Валентинович Захаров (7.09.1948 — 26.04.2025) зарегистрировался как независимый издатель, назначив директором свою жену, Ирину Евгеньевну Богат, дочь журналиста и писателя Е. М. Богата.
Издательство «Захаров» ещё в конце 1990-х годов открыло[уточнить] Бориса Акунина и с тех пор продолжает эксклюзивно издавать его книги о приключениях Эраста Петровича Фандорина. Общий тираж этих изданий составил более семи миллионов экземпляров.

Захаров сумел увидеть пустую нишу на книжном рынке, занять её и удерживать лидерство, создав имидж культового московского издателя.— Ирина Бурлакова. Журнал «Комп&ньоН»
В начале 2000-х годов издательство вновь потерпело неудачу, когда изданные им ремейки классических романов «Отцы и дети», «Идиот» и «Анна Каренина» не нашли достаточного спроса. С тех пор издательство проводит намного более осторожную политику, не боясь всё же издавать современную русскую прозу, а иногда публицистику и поэзию.
«Захаров» выпускает книги по многим направлениям: мемуарную и биографическую литературу (более 400 названий), детскую литературу, детективы и т. д. Издательство впервые опубликовало на русском языке собрания рассказов Уильяма Сомерсета Моэма, Роальда Даля. Среди отечественных авторов издательства — Владимир Сорокин, Венедикт Ерофеев, Андрей Макаревич.
По словам самого Игоря Захарова, издатель Захаров — это

человек, который окончил в начале 1970-х филфак ЛГУ, приехал в Москву на заработки, попал в АПН, просидел там 20 лет, потом пару лет в «Независимой газете», потом пять лет тратил деньги Евросоюза на повышение квалификации провинциальных российских журналистов, а потом понял: если я люблю книжки больше денег (есть такая поговорка у букинистов), я должен их издавать.
— Интервью Михаилу Поздняеву в журнале Огонёк
В другом интервью Захаров сформулировал ряд принципов своей работы:

Я понял самое главное — нужно не быть дураком. А ещё нельзя быть на три шага впереди прогресса. Надо знать, для кого работаешь. Я — для тех, у кого есть привычка покупать книги. Не вульгарные и не высокоэлитные — нормальные. Для тех, с кем я имею общий язык. Поэтому-то и по сей день я живу на деньги от своей продукции. И испытываю, между прочим, огромный кайф от того, что это заработанные мной деньги. Как и прежде — хорошо себя чувствую, никому ничего не должен, ни от кого не завишу: ни от бандитов, ни от банкиров, ни от государства.
— Первопечатник Захаров: Интервью М. Зыгарю.
В декабре 2023 года, после того как Росфинмониторинг внёс Бориса Акунина в список террористов и экстремистов, в издательстве «Захаров» прошёл обыск.

## Отзывы критики
«Респектабельно-буржуазным» назвал издательство «Захаров» критик Дмитрий Бавильский. В то же время в поле зрения критики попадали и конфликтные ситуации с участием издательства: в частности, Игорь Шевелёв обвинил издательство «Захаров» в том, что оно перепечатало книгу писательницы Фаины Гримберг, написанную, по утверждению Шевелева, от лица «вымышленного автора Кэтлин Уинзор», в несколько сокращённом и изменённом виде, заявив, что это новый перевод, и отказавшись выплатить автору гонорар. Кэтлин Уинзор, однако, является реальным, а не вымышленным автором, и роман с таким названием был опубликован ею в 1944 году.
Работа издательства несколько раз отмечалась книжной антипремией «Абзац».